# Oskar Srnka
Oskar Srnka, křtěný Oskar Jan (17 listopadu 1884, Jemnice – 19. dubna 1966, Bayreuth) byl český elektrotechnik, univerzitní pedagog a rektor Německé technické univerzity v Brně. Specializoval se na oblast slaboproudu a elektrotechniky se zaměřením na elektrické telekomunikace.

## Biografie
Oskar Srnka se narodil v roce 1884 v Jemnici, studoval na elektrotechnické fakultě Německé technické univerzity v Brně, kde absolvoval v roce 1908. V roce 1912 získal titul doktora techniky. V roce 1915 byl Srnka přijat jako soukromý profesor Německé technické univerzity Františka Josefa v Brně v oboru elektrotechniky. Na této pozici působil do roku 1921, od roku 1919 také vyučoval elektrotechniku, bezdrátovou telegrafii, telegrafii a telefonii, železniční signalizaci a bezpečnost. Od roku 1921 do roku 1926 byl mimořádným profesorem a od roku 1927 řádným profesorem slaboproudé technologie v Brně. Od roku 1930 do roku 1932 jako děkan vedl strojní fakultu a katedru elektrotechniky. V roce 1935 se stal rektorem Německé technické univerzity v Brně.
Srnka žil v Brně, v roce 1920 se oženil s Annou, rozenou Haasovou.

### Práce
V roce 1914 Srnka získal patent na současnou vícenásobnou telegrafii po jednom drátě.